# Nordre älv

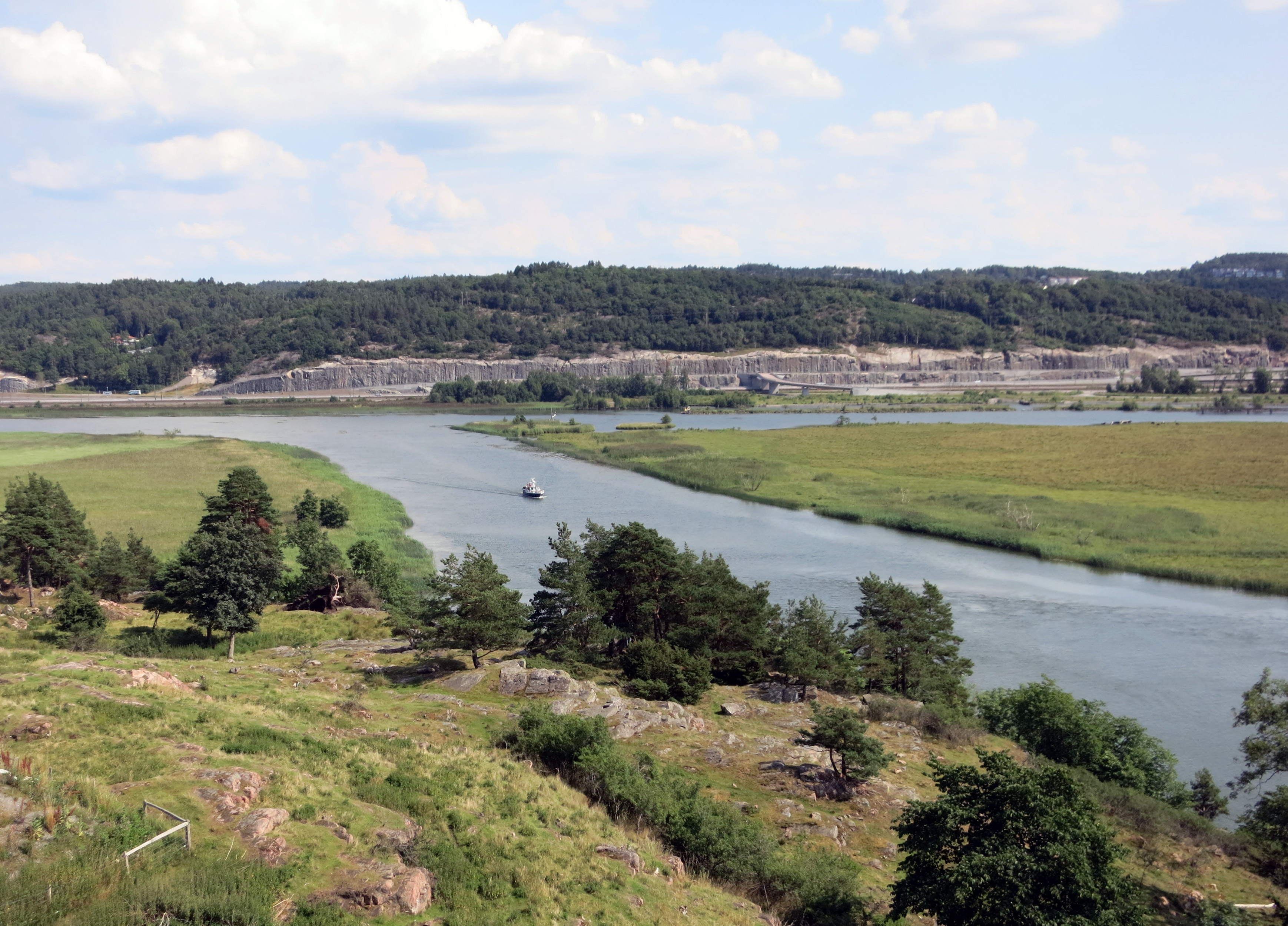
Inloppet från Göta älv, sett från fästningsön i Kungälv.

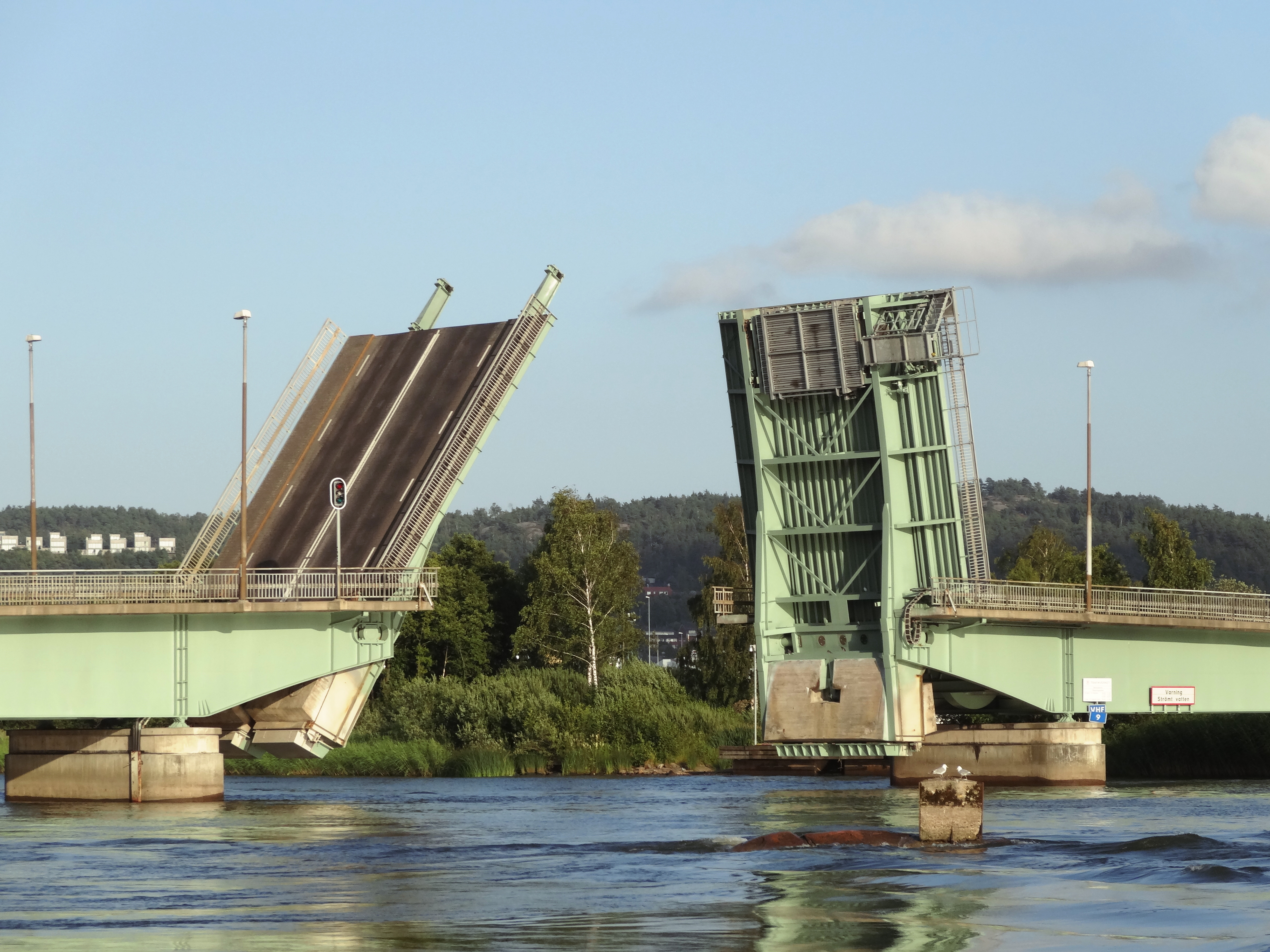
Nordre älvs landsvägsbro i öppet läge.

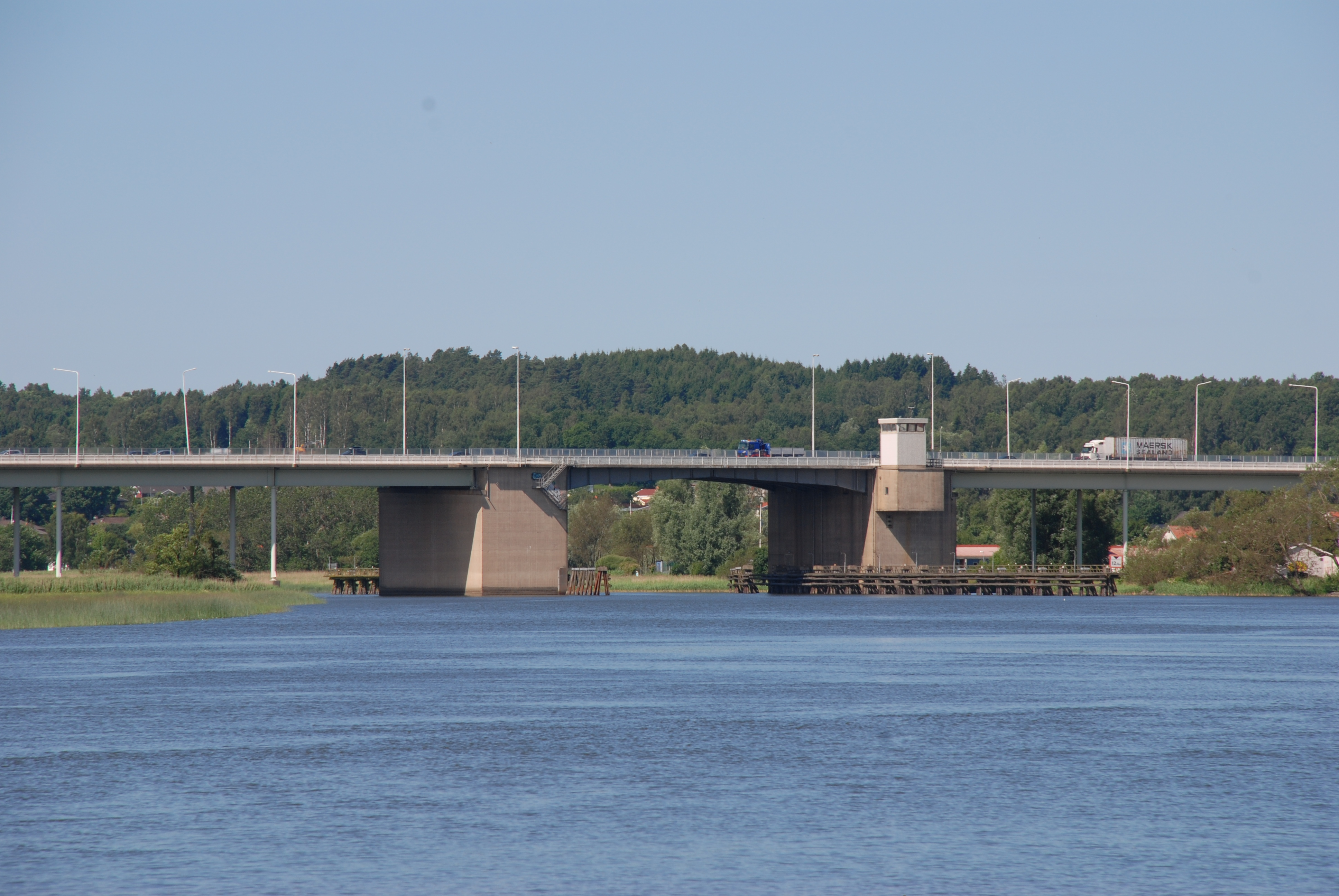
Nordre älvs motorvägsbro.

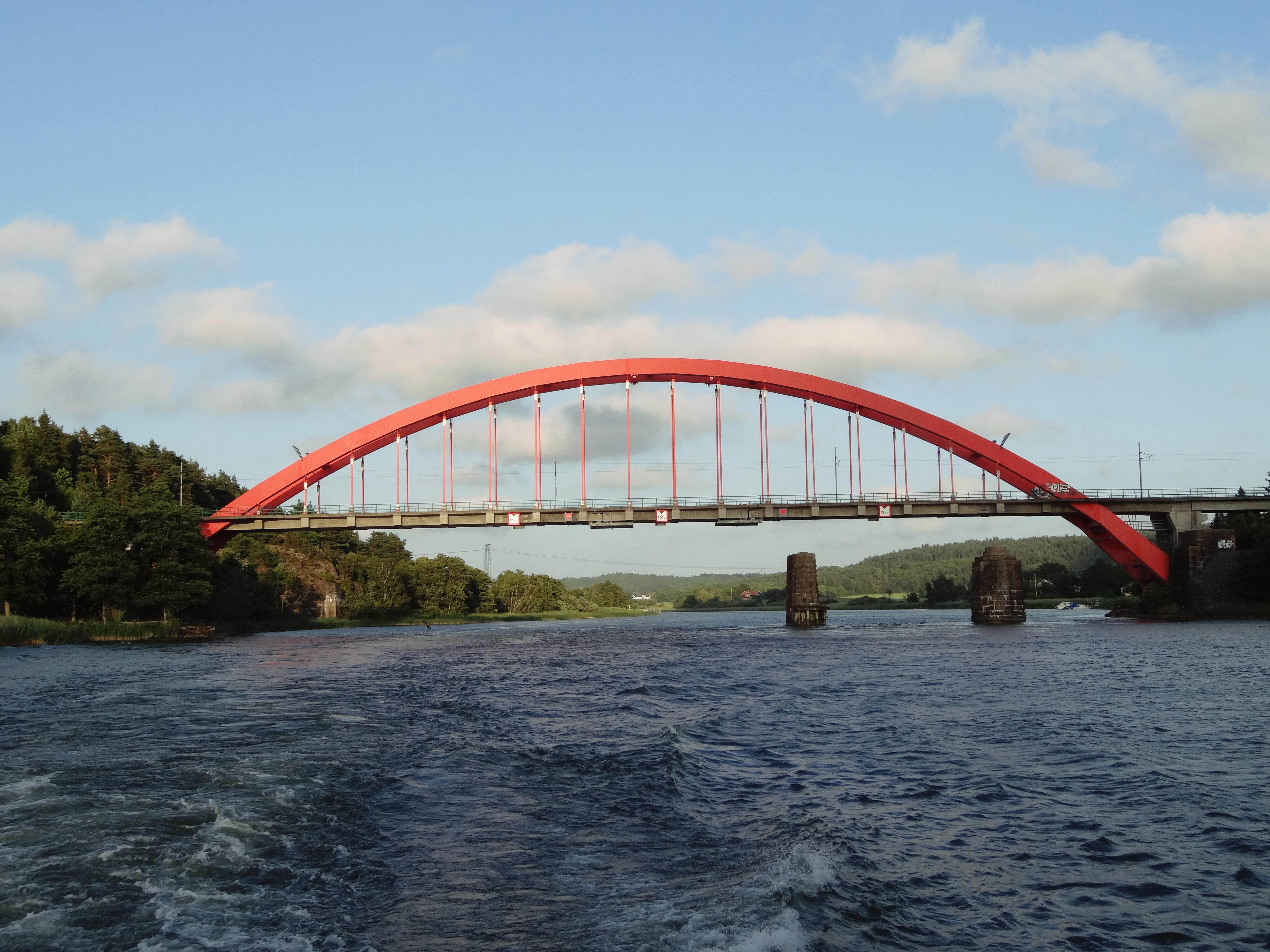
Nordre älvs järnvägsbro.

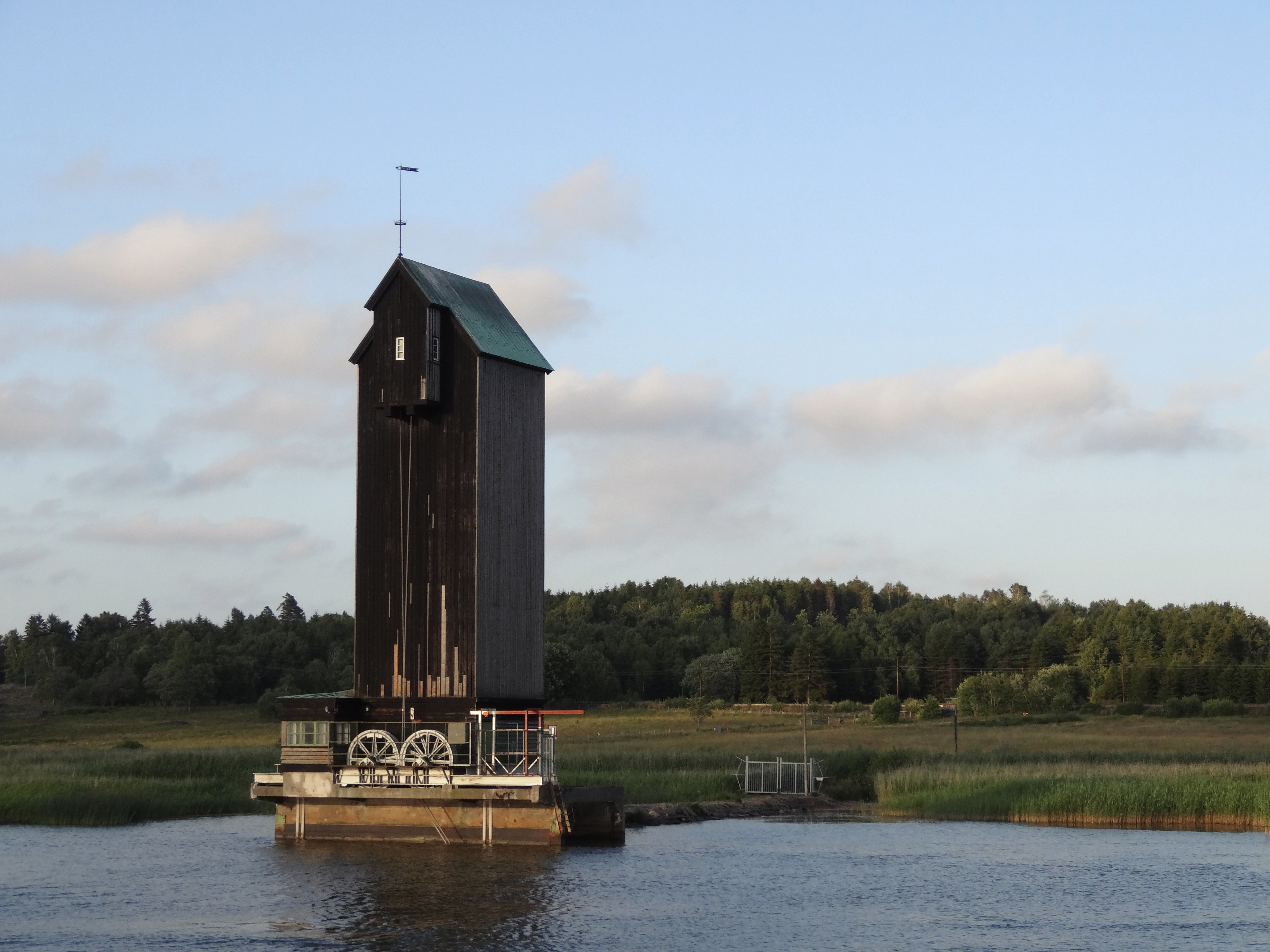
Ormo skärmanläggning.

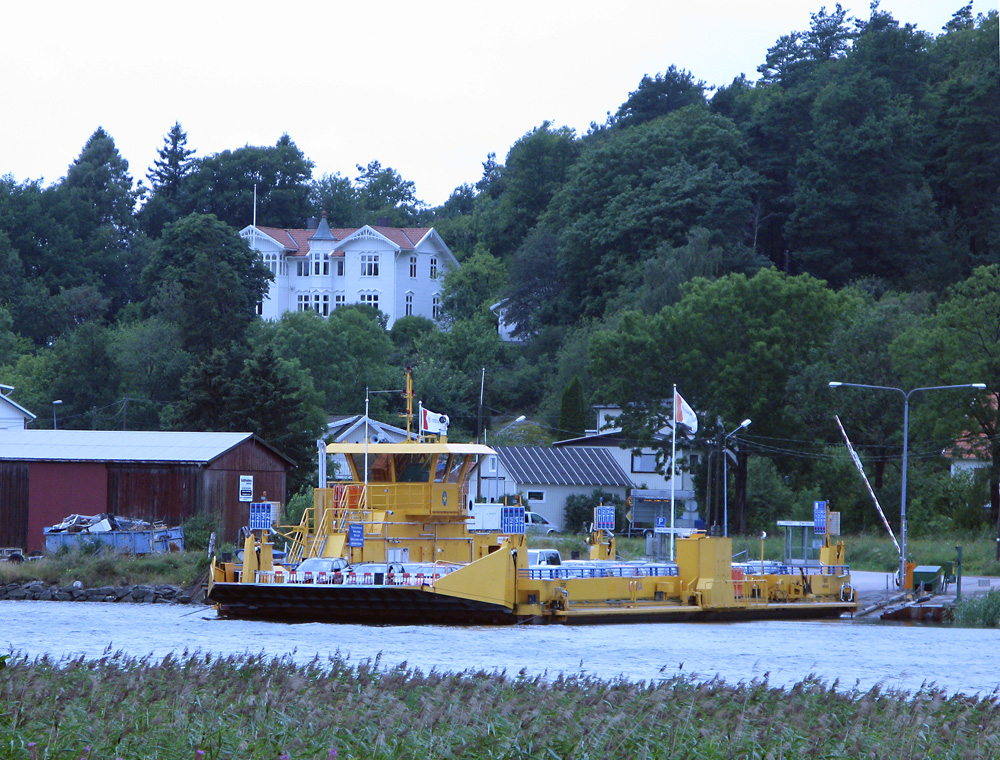
Kornhalls färja.

Nordre älv är det vattendrag som skiljer ön Hisingen i Göteborg från fastlandet på dess norra sida. Nordre älv löper från Göta älv vid Kungälv och ut i havet, en sträcka på ungefär 16 kilometer. Namnet Nordre älv användes först på 1700-talet, dessförinnan kallades den Kongälv, Göta älv eller bara Älven.
Det som nu är Nordre älv var för cirka 10 000 år sedan en djup glacial fjord. Människor har länge varit bosatta längs älven och det finns åtskilliga lämningar längs stränderna, till exempel gravfält från järnåldern. Rester av en pålspärr har hittats tvärs över älven i Kallerhamn. Nedströms Kungälv ligger den lilla ön Ragnhildsholmen som under delar av 1200- och 1300-talet hyste en befäst borg. Strax intill ön, på fastlandet nära den nutida tätorten Ytterby, låg den medeltida staden Kongahälla.
Älven mynnar ut i den breda Nordre älvs fjord. Sötvattnet från älven blandar sig där med havsvattnet och bildar ett så kallat estuarium, ett vattenområde med varierande salthalt. Älvmynningen är förklarat som naturreservat, Nordre Älvs estuarium. Ur fiskesynpunkt går gränsen mot havet längs en linje dragen från västligaste udden av Kalhed Näsa (Kali Näsa) på Hisingen till västligaste udden av Klubbenäs på fastlandet.
Älven används som fiskevatten. Storvuxna gäddor och annan sötvattensfisk samt en del saltvattensfisk trivs där. Det är också ett viktigt vandringsstråk för lax, havsöring och ål.
Nordre älv används normalt bara av småbåtstrafik, eftersom vattendjupet vid mynningen endast är omkring 2 meter.
Alldeles vid älvkanten i Kungälv ligger bandyarenan Skarpe Nord.

## Broar och förbindelser
Älven korsas av följande broar, dammar och färjor i nedströms ordning: 
1. Nordre älvs landsvägsbro som tar Färjevägen (gamla E6) i Kungälv över älven till Fästningsholmen. Det är en öppningsbar dubbelklaffbro, vars segelfria höjd vid stängd bro är 5,2 meter. Seglingsfri bredd är 24,3 meter.[1]
2. Kungälvs Motorvägsbro (Nordreälvsbron) som tar Norgevägen (E6) över älven. Det är en fast bro med segelfri höjd på 12,5 meter. Kunde tidigare öppnas men det gjordes endast i undantagsfall och krävde då tre dagars förberedelser. Bron är nu under ombyggnation och är inte längre öppningsbar.[2]
3. Nordre älvs järnvägsbro som tar Bohusbanan över älven nära Ytterby. 1995 ersatte nuvarande bro en äldre bro på samma plats. Det är en fast bro med segelfri höjd på 12,5 meter. Kan delvis demonteras på tre dagar för att medge högre segelfri höjd.[källa behövs] Seglingsfri bredd är ca 23 meter.
4. Ormo skärmanläggning som har två öppningsbara passager: en grund 5 meter bred småbåtspassage och en 65 meter bred farledspassage med djup på 4 meter. Skärmanläggningen är obemannad och kan öppnas på beställning.[3] Skärmanläggningens funktion är att begränsa flödet i Nordre älv och därmed öka flödet i Göta älv. Detta görs vid kombinationer av låga flöden i Göta älv och högt vattenstånd i havet, då saltvatten annars skulle kunna nå Göteborgs vattenintag vid Lärje.[4]
5. Kornhalls färja är en linfärja som drivs av Trafikverket, den går mellan Brunstorpsnäs på Hisingen till Kornhall på Kungälvssidan.

## Tillflöden
- Kastellgårdsbäcken
- Kvillen